# 普雷布爾縣 (俄亥俄州)
普雷布爾县（英語：Preble County）是美國俄亥俄州西南部的一個縣，西鄰印地安納州。面積1,104平方公里。根據美國2000年人口普查，共有人口42,337人。縣治伊頓 (Eaton)。
成立於1808年2月15日。縣名紀念美國獨立戰爭、的黎波里戰爭時期海軍軍官愛德華·普雷布爾 (Edward Preble)。